# Jonas Källman
Jonas Källman (Växjö, 17 de julho de 1981) é um handebolista profissional sueco, medalhista olímpico.
Ele participou da Seleção Sueca, que conquistou a medalha de prata nos Londres 2012.